# Amtsgericht am Sachsenplatz

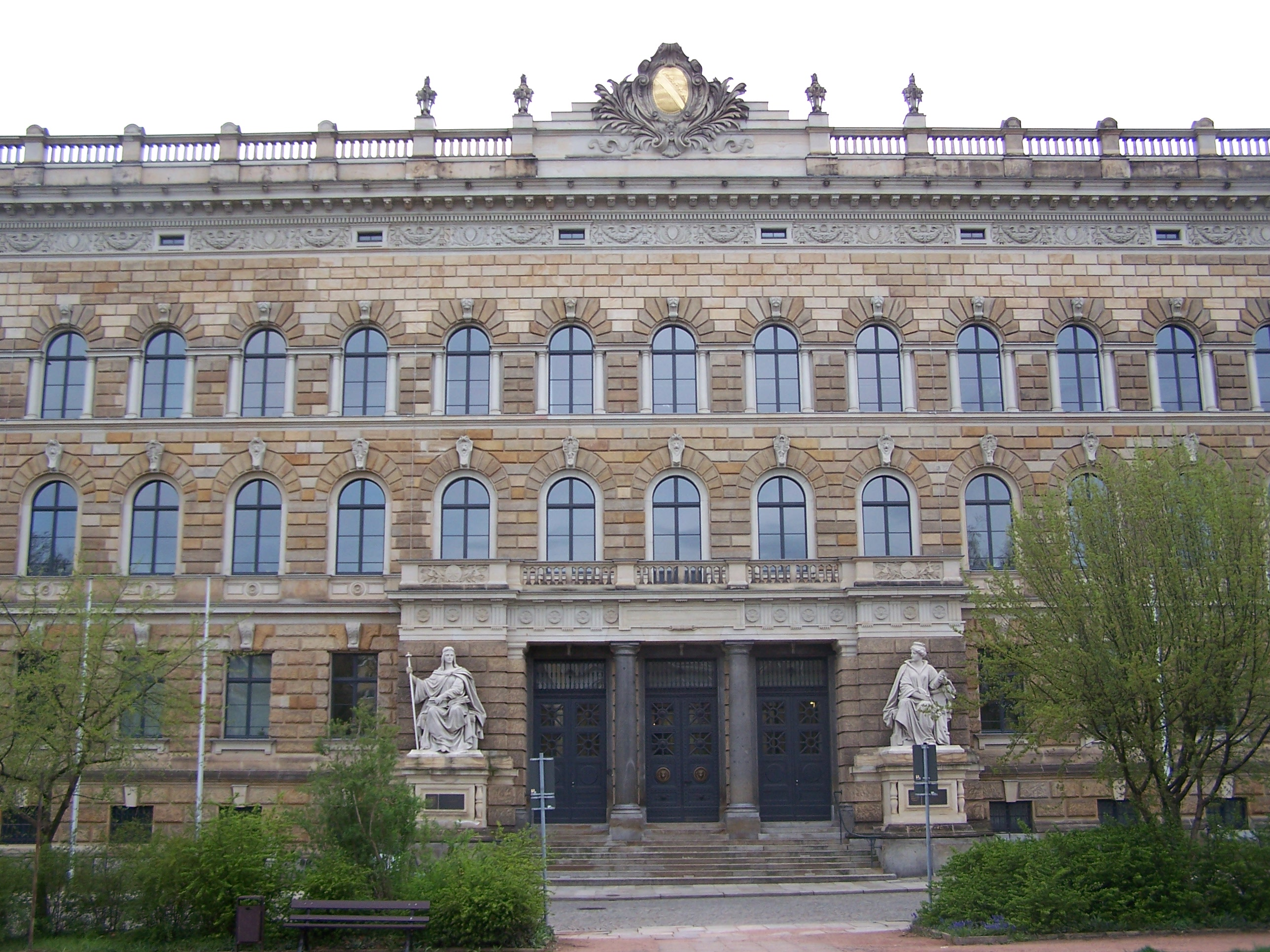
Hauptfassade an der Lothringer Straße mit Eingangsportal

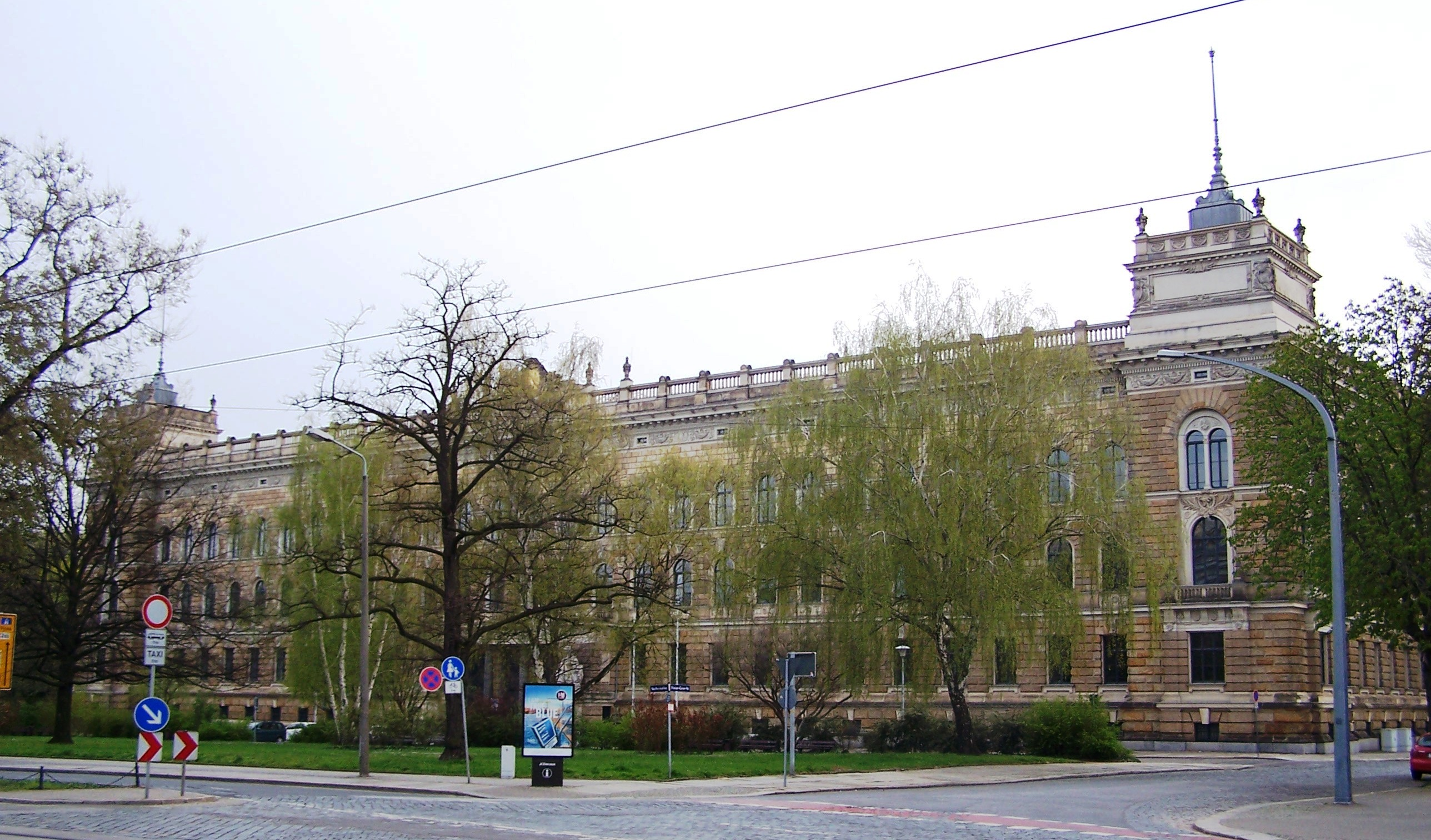
Diese Ansicht von der Sachsenallee aus ist erst nach dem kriegsschädenbedingten Abriss des Häuserblocks zwischen Amtsgericht und Sachsenallee möglich geworden.

Das Amtsgericht am Sachsenplatz ist ein Gerichtsgebäude in der Lothringer Straße 1 in 01069 Dresden, in dem heute unter anderem das Landgericht (LG) Dresden seinen Sitz hat.

## Geschichte
Erbaut wurde das Gebäude des Amtsgerichtes am Sachsenplatz im Stil der Neorenaissance zwischen 1888 und 1892 nach Plänen von Arwed Roßbach als Königlich-Sächsisches Amtsgericht. Das ursprünglich vierflügelige Bauwerk mit seiner Fassade aus Niedergrunder Sandstein wird im Norden durch die Roßbachstraße und im Süden durch die Ziegelstraße begrenzt. In diesem Gelände fand vom 16. bis ins 19. Jahrhundert, also vor der umfassenden Bebauung, die Dresdner Vogelwiese statt. Südlich benachbart liegt der Eliasfriedhof. 
Das Gebäudeportal flankieren die beiden allegorischen Figuren „Wahrheit“ und „Gerechtigkeit“ von Johannes Schilling. 
Der hintere, also westliche querliegende Gebäudeflügel wurde nach seiner Zerstörung 1945 nicht wiederaufgebaut, wie auch der nördliche Gebäudeflügel nicht wieder errichtet wurde. Infolge der Luftangriffe auf Dresden und der in den 1950er Jahren erfolgten Großflächenenttrümmerung verschwand auch die Blockrandbebauung auf der gegenüberliegenden Seite der Lothringer Straße, weshalb die Hauptfassade des Amtsgerichtsgebäudes mit dem Portal seither auch von der Sachsenallee einsehbar ist. 
In dem Gebäude befand sich das Kreisgericht Dresden-Ost und seit 1956 das Bezirksgericht Dresden. Zwischen 1993 und 1999 hatte auch das Oberlandesgericht Dresden hier seinen Sitz.
Bis 2012 wurde für das Amtsgericht Dresden ein Gebäude neu errichtet, und zwar rechtwinklig gen Westen zum hier beschriebenen Gebäude (praktisch auf dem Grundstück des zerstörten und nicht wiederaufgebauten Teil des ehemaligen Nordflügels) und zwar längs des verbliebenen Straßenstummels der ehemaligen Marschallstraße. Nach deren Überbauung und Entwidmung waren die wenigen Meter auch mangels entsprechender Bebauung nicht weiter benannt und wurden nunmehr als Roßbachstraße (nach dem Architekten) neu benannt. Dieses neu errichtete Gebäude ist mit dem historischen und hier beschriebenen Bestandsgebäude, das nunmehr ausschließlich das Landgericht Dresden und seine zugeordneten Dienststellen beinhaltet, zwar organisatorisch getrennt, aber baulich verbunden worden.